# Televisione a Malta
La televisione a Malta venne introdotta nel 1959.

## Storia
Inizialmente nell'isola si poteva ricevere solo il canale televisivo Rai, grazie alla vicinanza con la Sicilia.
Nel 1962 viene lanciato la rete televisiva pubblica TVM, gestita dalla Public Broadcasting Services, che resta ancora oggi il canale più seguito a Malta.
Nel 1991 il governo maltese decide di liberalizzare il mercato televisivo concedendo licenze ai due maggiori partiti politici dell'isola e all'arcidiocesi di Malta. 
Nel 1993 il Partito Laburista fonda la rete televisiva One Television, nel 1997 il Partito Nazionalista fonda NET Television. 
Vi sono cinque maggiori canali disponibili in questo paese e sono: TVM, One Television, Net Television, Smash Television e Favourite Channel; trasmettono in free to air nella televisione digitale terrestre, mentre gli altri canali trasmessi in tale tecnologia sono criptati all'interno della piattaforma televisiva GoPlus TV.
Sono molto usati la televisione via cavo, gestita da Melita Group e la televisione satellitare usata da molti maltesi per vedere i canali in lingua inglese della BBC e in lingua italiana della Rai e di Mediaset.
Le reti televisive italiane sono disponibili anche in digitale terrestre grazie alla vicinanza col territorio siciliano.

## Canali televisivi disponibili a Malta

### Canali televisivi maltesi
- TVM (canale televisivo pubblico)
- Net Television (appartenente al partito nazionalista maltese)
- One Television (appartenente al partito laburista maltese)
- TVM+ (precedentemente TVM 2, in alcune ore trasmette la versione in inglese di Euronews)
- Smash Television
- f Living (canale televisivo privato)
- Xejk (musica e intrattenimento)
- Parliament TV (trasmette le sedute del Parlamento maltese)

### Canali televisivi a pagamento

#### Melita Channels
- Promotion Channel
- Weather and Info Channel
- Melita Sports 1
- Melita Sports 2
- Melita Sports 3
- Melita Sports 4
- Melita Sports 5
- Melita Sports 6
- Melita Sports 7
- Melita Sports 8
- Melita Movies
- Melita More

#### GO Channels
- GO Weather and Info Channel
- GO Sports 1
- GO Sports 2
- GO Sports 3
- GO Sports 4
- GO Sports 5
- GO Sports 6

#### Canali in chiaro
- Euronews
- Eurosport
- Eurosport 2
- CNBC Europe (edizione britannica)
- Baby TV
- BBC Entertainment
- BBC World News
- Boomerang
- Cartoon Network (edizione britannica)
- CNN International
- Discovery Channel
- Discovery Science Europe
- Disney Channel (edizione britannica)
- E!
- ITV Granada
- MGM Movie Channel
- MTV 80s
- MTV 00s
- MTV Europe (edizione britannica)
- National Geographic Channel (edizione britannica)
- Nickelodeon (edizione britannica)

### Canali televisivi italiani ricevibili sulle piattaforme Melita e Go
- Rai 1
- Rai 2
- Rai 3
- Rete 4
- Canale 5
- Italia 1
- Top Crime
- Rai News 24
- Rai Scuola
- Rai Storia
- Mediaset Italia
- La5
- Italia 2
- Iris
- Mediaset Extra
- Boing
- TGcom24
- TV2000